# شویام
شویام (به صربی: Šuljam) یک منطقهٔ مسکونی در صربستان است که در Sremska Mitrovica Municipality واقع شده‌است. شویام ۲۶٫۵ کیلومتر مربع مساحت و ۷۴۴ نفر جمعیت دارد.